# Achada Tenda
Achada Tenda est un village de l'île de Santiago au Cap-Vert.

## Description
Achada Tenda est situé sur la côte orientale de l'île, à 10 km au sud-est de Tarrafal. 
La petite baie de Porto Formoso est située à côté.

## Population
Au recensement de 2010, la localité comptait 1242 habitants.